# Diocesi di Charlottetown
La diocesi di Charlottetown (in latino Dioecesis Carolinapolitana) è una sede della Chiesa cattolica in Canada suffraganea dell'arcidiocesi di Halifax-Yarmouth. Nel 2023 contava 73.800 battezzati su 173.954 abitanti. È retta dal vescovo Józef Andrzej Dąbrowski, C.S.M.A.

## Territorio
La diocesi comprende la provincia dell'Isola del Principe Edoardo in Canada.
Sede vescovile è la città di Charlottetown, dove si trova la cattedrale di San Dunstano.
Il territorio si estende su 5.686 km² ed è suddiviso in 50 parrocchie.

## Storia
La diocesi è stata eretta l'11 agosto 1829 con il breve Inter multiplices di papa Pio VIII, ricavandone il territorio dalla diocesi di Québec (oggi arcidiocesi). Originariamente la diocesi era immediatamente soggetta alla Santa Sede. Il primitivo territorio della diocesi era costituito dal Nuovo Brunswick, dall'isola del Principe Edoardo e dalle isole della Maddalena.
Il 30 settembre 1842 cedette una porzione del suo territorio a vantaggio dell'erezione della diocesi di New Brunswick (oggi diocesi di Saint John).
Il 12 luglio 1844 divenne suffraganea dell'arcidiocesi di Québec, ma già il 4 maggio 1852 entrò a far parte della provincia ecclesiastica dell'arcidiocesi di Halifax (oggi arcidiocesi di Halifax-Yarmouth).
L'8 marzo 1913 la cattedrale di San Dunstano, la cui costruzione era terminata nel 1907, fu devastata da un incendio e fu successivamente ricostruita dal 1916 al 1919.
Il 20 luglio 1946 cedette le isole della Maddalena alla diocesi di Gaspé.

## Cronotassi dei vescovi
Si omettono i periodi di sede vacante non superiori ai 2 anni o non storicamente accertati.
- Bernard Angus MacEachern † (11 agosto 1829 - 23 aprile 1835 deceduto)
- Bernard Donald McDonald † (21 febbraio 1837 - 30 dicembre 1859 deceduto)
- Peter McIntyre † (8 maggio 1860 - 30 aprile 1891 deceduto)
- James Charles McDonald † (1º maggio 1891 succeduto - 1º dicembre 1912 deceduto)
- Henry Joseph O'Leary † (29 gennaio 1913 - 7 settembre 1920 nominato arcivescovo di Edmonton)
- Louis James O'Leary † (10 settembre 1920 - 8 luglio 1930 deceduto)
- Joseph Anthony O'Sullivan † (6 febbraio 1931 - 26 febbraio 1944 nominato arcivescovo di Kingston)
- James Boyle † (18 marzo 1944 - 3 giugno 1954 deceduto)
- Malcolm Angus MacEachern † (27 novembre 1954 - 24 febbraio 1970 dimesso[3])
- Francis John Spence † (17 agosto 1970 - 24 aprile 1982 nominato arcivescovo di Kingston)
- James Hector MacDonald, C.S.C. † (12 agosto 1982 - 2 febbraio 1991 nominato arcivescovo di Saint John's)
- Joseph Vernon Fougère † (11 dicembre 1991 - 11 luglio 2009 dimesso)
- Richard John Grecco (11 luglio 2009 - 4 marzo 2021 ritirato)
  - Sede vacante (dal 2021)
- Józef Andrzej Dąbrowski, C.S.M.A., dal 2 aprile 2023

## Statistiche
La diocesi nel 2023 su una popolazione di 173.954 persone contava 73.800 battezzati, corrispondenti al 42,4% del totale.
| anno | popolazione | popolazione | popolazione | presbiteri | presbiteri | presbiteri | presbiteri                | diaconi | religiosi | religiosi | parrocchie |
| anno | battezzati  | totale      | %           | numero     | secolari   | regolari   | battezzati per presbitero | diaconi | uomini    | donne     | parrocchie |
| ---- | ----------- | ----------- | ----------- | ---------- | ---------- | ---------- | ------------------------- | ------- | --------- | --------- | ---------- |
| 1950 | 40.334      | 95.047      | 42,4        | 88         | 82         | 6          | 458                       |         | 5         | 235       | 56         |
| 1959 | 41.575      | 99.000      | 42,0        | 102        | 96         | 6          | 407                       |         | 6         | 276       | 45         |
| 1966 | 44.867      | 107.000     | 41,9        | 93         | 88         | 5          | 482                       |         | 6         | 310       | 46         |
| 1970 | 45.519      | 108.000     | 42,1        | 85         | 82         | 3          | 535                       |         | 3         | 284       | 60         |
| 1976 | 49.952      | 117.000     | 42,7        | 82         | 80         | 2          | 609                       |         | 2         | 270       | 58         |
| 1980 | 50.400      | 121.900     | 41,3        | 73         | 70         | 3          | 690                       | 1       | 3         | 268       | 58         |
| 1990 | 55.969      | 128.500     | 43,6        | 69         | 66         | 3          | 811                       | 1       | 3         | 198       | 59         |
| 1999 | 61.744      | 134.555     | 45,9        | 59         | 57         | 2          | 1.046                     | 1       | 2         | 170       | 50         |
| 2000 | 61.727      | 137.980     | 44,7        | 64         | 58         | 6          | 964                       | 1       | 6         | 156       | 48         |
| 2001 | 60.920      | 134.557     | 45,3        | 63         | 57         | 6          | 966                       | 1       | 7         | 157       | 47         |
| 2002 | 60.803      | 137.244     | 44,3        | 59         | 53         | 6          | 1.030                     | 1       | 7         | 147       | 47         |
| 2003 | 62.119      | 139.913     | 44,4        | 58         | 52         | 6          | 1.071                     | 1       | 7         | 141       | 47         |
| 2004 | 61.680      | 140.263     | 44,0        | 59         | 53         | 6          | 1.045                     | 1       | 7         | 132       | 47         |
| 2006 | 62.700      | 142.300     | 44,1        | 62         | 58         | 4          | 1.011                     | 1       | 5         | 162       | 53         |
| 2013 | 70.900      | 151.000     | 47,0        | 50         | 47         | 3          | 1.418                     | 1       | 4         | 101       | 50         |
| 2016 | 73.300      | 147.300     | 49,8        | 53         | 47         | 6          | 1.383                     |         | 6         | 83        | 50         |
| 2019 | 65.401      | 153.244     | 42,7        | 51         | 46         | 5          | 1.282                     |         | 5         | 76        | 52         |
| 2021 | 68.150      | 159.713     | 42,7        | 40         | 39         | 1          | 1.703                     |         | 2         | 71        | 52         |
| 2023 | 73.800      | 173.954     | 42,4        | 39         | 37         | 2          | 1.892                     |         | 2         | 67        | 50         |